# Hysterium asymmetricum
Hysterium asymmetricum är en svampart som beskrevs av Checa, Shoemaker & Umaña 2007. Hysterium asymmetricum ingår i släktet Hysterium och familjen Hysteriaceae.   Inga underarter finns listade i Catalogue of Life.